# 아브라 (가수)
아브라(Abra)는 미국의 싱어송라이터, 음반 제작자이다.

## 음반 목록
- Rose (2015)

### EP
- BLQ Velvet (2015)
- Princess (2016)